# Olga Gigurtu
Olga Gigurtu (n. 13 martie 1855, Craiova, Țara Românească – d. 1940) a fost o scriitoare română.

## Date biografice
S-a născut într-o familie de intelectuali, tatăl fiind Barbu Bălcescu, fratele mai mic al lui Nicolae Bălcescu iar mama, nepoata pictorului Theodor Aman. S-a măritat cu generalul Petre Gigurtu, cu care a avut șapte copii, dintre care cel mai cunoscut este Ion Gigurtu, care avea să devină prim-ministru al României în domnia Regelui Carol al II-lea.

## Activitate
A debutat în 1913 în primul număr al revistei „Ramuri” cu povestirea Câte au dispărut de când mi-aduc aminte pe care a semnat-o cu pseudonimul „Ileana”. Mai apoi a publicat, tot sub pseudonim, prozele O seară memorială (1913), Mama Bălașa (1913), Tanti Sevastița și Mama Zinca Verbiceanca (1914). În nume personal scoate în 1927 un volum de proză în care îl elogiază pe Nicolae Bălcescu.